# Ivan Sunara
Ivan Sunara (Dernis, Croacia, 27 de marzo de 1959) es un exbaloncestista croata  que medía 2,03 m y cuya posición en la cancha era la de alero. Después de retirarse de la práctica activa del baloncesto se dedicaría a entrenar a diversos equipos de Croacia, Eslovenia, Alemania y Lituania.

## Clubes como jugador
- 1980-1987 KK Zadar
- 1987-1989 Cibona Zagreb
- 1988-1989 Napoli Basket
- 1990-1992 Cibona Zagreb